# Bulbophyllum vittatum
Bulbophyllum vittatum är en orkidéart som beskrevs av Johannes Elias Teijsmann och Simon Binnendijk. Bulbophyllum vittatum ingår i släktet Bulbophyllum och familjen orkidéer.
Artens utbredningsområde är Java. Inga underarter finns listade i Catalogue of Life.